# Władimir Jerszow
Władimir Lwowicz Jerszow (ros. Влади́мир Льво́вич Ершо́в; ur. 1896, zm. 1964) – radziecki aktor filmowy i teatralny. Ludowy Artysta ZSRR (1948). Pochowany razem z żoną Anną Komołową na Cmentarzu Nowodziewiczym w Moskwie.

## Wybrana filmografia
- 1936: Prometeusz
- 1938: Piotr I (cz. II)
- 1938: Aleksander Newski
- 1938: Wyspa skarbów
- 1944: Kutuzow
- 1952: Szkoła obmowy
- 1952: Na dnie
- 1952: Rewizor